# Ignacio Berroa
Ignacio Berroa (* 8. Juli 1953 in Havanna) ist ein US-amerikanischer Latin und Jazz-Schlagzeuger und Perkussionist.

## Leben und Wirken
Ignacio Berroa lernte zunächst Violine und wechselte mit elf Jahren zum Schlagzeug. Er studierte von 1964 bis 1967 an der Escuela Nacional de Arte (Nationalen Schule der Künste) und von 1968 bis 1970 am Nationalkonservatorium. Er spielte dann während seines Wehrdienstes in einer kubanischen Militärband und trat Anfang der 1970er Jahre mit Felipe Dulzaides auf. Von 1975 an spielte er mit der Experimentalband ICAIC; anschließend beim kubanischen Radio- und Fernsehorchester. 1980 zog er nach New York City und arbeitete zunächst in den Bands von Mario Bauzá, Jerry Gonzalez, Ray Mantilla, Paquito D’Rivera, Machito, McCoy Tyner, Don Lanphere und Kip Hanrahan (Coup de Tete) und bis 1993 bei Dizzy Gillespies United Nations Orchestra (Live at the Royal Festival Hall, 1991).  Außerdem arbeitete er mit David Amram, Chico Buarque, Chick Corea,  Randal Corsen, Lou Donaldson, Mike Longo, James Moody, Jaco Pastorius, Danilo Pérez, Tito Puente, Jack Bruce, Claudio Roditi, Hilton Ruiz, Luciana Souza und Clark Terry auf. Er leitete auch ein eigenes Quartett.
2001 spielte er im Trio mit Charlie Haden und Gonzalo Rubalcaba (Nocturne) und wirkte an Rubalcabas Album Supernova mit; 2007 wurde sein Album „Codes“, das bei Blue Note Records erschien und an dem u. a. der Bassist John Patitucci mitwirkte, für den Grammy Award in der Kategorie Bestes Latin-Jazzalbum nominiert.
Von 1991 bis 1994 war er als Dozent an der Florida International University tätig. 1995 veröffentlichte er sein Lehrvideo Mastering The Art of Afro-Cuban Drumming, das Down Beat als besonders instruktiv auszeichnete. Auch verfasste er die Lehrbücher  Groovin' In Clave und A New Way of Groovin’.